# Johan Lehr
Johan Lehr (* vermutlich in Leer; † 1673), auch Johann Lehr und Johannes Lehr, war ein deutscher Glockengießer.
Lehr kam 1650 nach Köln und erwarb dort am 14. Dezember 1650 als sogenannter „Ausstädtischer“ das Bürgerrecht. Lehr wohnte in Köln im Pfarrbezirk von St. Kolumba.
Die Glockengießerei von Lehr befand sich ebenfalls in Köln. Glocken von ihm sind aus der Zeit von 1652 bis 1670 nachweisbar. In seinen Anfangsjahren verwendete er als erster Glockengießer in Köln Chronogramme, diese wurden bis dahin nur von den Lothringer Glockengießern verwendet.

## Werke
Bislang sind 41 Glocken nachgewiesen, die Lehr gegossen hat. Neben Glocken goss er auch noch andere handwerkliche Gebrauchsgestände wie Bronzemörser für Apotheken.
Glocken (Auswahl):
- 1652: St. Andreas in Düsseldorf, gewidmet als Marienglocke der hlg. Maria[1]
- 1655: Kreuzkirche in Leutesdorf, Schlagton h, Inschrift „Johannes Lehr schuf mich zu Köln 1655, ich ehre Gott mit hellem Klang – Johann von Deutz Nachgänger zu Linz und Margareta Schmitz Eheleut“.[2]
- 1655: Pfeilerbasilika St. Briktius in Oekoven, gewidmet den Heiligen, Schlagton ges, Inschrift + IHS ST. MARIA. ST. JOSEPH. ST. ANNA. ST. BERNARDUS. JOANNES LEHR ME FECIT COLONIAE 1655[3]
- 1658: in Grevenbicht[7]
- 1661: Josefs-Stift in Köln-Dünnwald[11]
- 1663: St. Anna in Mönchengladbach-Windberg (ab 1933), 2 Glocken, Schlagton h und Schlagton dis[12] von 1780 von St. Severinus in Hermülheim erworben, zuerst für St. Pantaleon in Köln erstellt, hingen ursprünglich im Kreuzherrenkloster,[13] gewidmet Helene, Inschrift Helena sum Staurophila Stauropheron hic psallite Johan Lehr me fecit Coloniae 1663[14]
- 1665: St. Jakobus in Köln-Widdersdorf[11]
- 1665: St. Pankratius in Glehn[11]
- 1670: Jesuitenkirche St. Donatus in Bad Münstereifel, Schlagton h, Inschrift S. DONATUS + AD GLORIAM DEI JOHAN LEHR ME FECIT COLONIAE 1670 (Hl. Donatus + Zur Ehre Gottes goss mich Johan Lehr aus Köln 1670)[15]
- 1670: St. Simeon in Fliesteden[11]